# 14. Klavierkonzert (Mozart)
Das  14. Klavierkonzert in Es-Dur, KV 449, ist ein Klavierkonzert von Wolfgang Amadeus Mozart. Nach abweichender Zählung ist es das 8. Klavierkonzert Mozarts.

## Entstehung
Mozart schrieb das 14. Klavierkonzert für seine Schülerin Barbara Ployer, die er für talentiert genug hielt, das schwierige Werk aufzuführen. Am 9. Februar 1784 vollendete Mozart das Konzert und trug es in sein Werkverzeichnis ein. Große Teile des Werkes wurden bereits 1782 geschrieben. Es ist anzunehmen, dass Mozart dieses Konzert für zu schwierig für die Kreise hielt, in denen es aufgeführt werden sollte. So schrieb er zunächst die leichtgewichtigeren Konzerte KV 413, 414 und 415.
Mit dem 14. Klavierkonzert steht Mozart am Scheideweg von der alten Form zu einem neuen klassischen Begriff des Klavierkonzertes. Ein letztes Mal gibt er an, die Bläser ad libitum zu behandeln. In einem Brief an den Vater berichtet Mozart 1784: „Das ist ein Concert von ganz besonderer Art, und mehr für ein kleines, als großes Orchester geschrieben.“ Die Begleitung kann also auch mit vier Streichinstrumenten gespielt werden.

## Zur Musik

### 1. Satz: Allegro vivace
Der Hauptsatz steht, wie sonst nur die Kopfsätze der Konzerte KV 413 und KV 491, im Tripeltakt. Die lange Orchesterexposition setzt mit einem abfallenden Unisonomotiv der Streicher ein. Eine Besonderheit ist die Mischung verschiedener Themengruppen und der überraschende Einsatz des Seitensatzes in c-Moll. Das zweite Thema erscheint unüblicherweise gleich in der Dominante G-Dur. Das Soloklavier setzt mit einer Variation des ersten Themas ein. Die anschließende Überleitung zum zweiten Thema wirkt fast wie ein eigenständiges drittes Thema. In der unruhigen Durchführung verwendet Mozart ein kleines rhythmisches Motiv aus dem Hauptthema, das zur treibenden Kraft wird. Dieser Teil ist von teilweise dramatischer Dichte, die auf Beethoven weist. Die motivisch vorgehende Solokadenz behält diese Dramatik bei und verleiht ihr virtuosen Ausdruck.

### 2. Satz: Andantino
Das Andantino ist von großer Ausdruckskraft. Die Struktur des Satzes stellt eine einmalige Vermischung von dreiteiliger Variationsform, Rondoform und Sonatensatzform dar.
Der Hauptgedanke wird von den Streichern eingeführt. Hieraus entwickeln sich mit dem Soloklavier das vollständige erste Thema und das sich daran anschließende zweite Thema in F-Dur, das nicht abgeschlossen wird. Im verdichteten Mittelteil entrückt Mozart das Geschehen, im Rahmen einer irreführenden Modulation nach B-Dur, kurzzeitig nach h-Moll. Erst der Wiedereinsatz des tröstenden Hauptthemas in B-Dur führt zu einer harmonischen Beruhigung und lässt den Satz friedlich verklingen.

### 3. Satz: Allegro ma non troppo
Das Finalrondo beginnt mit einem absteigenden Refrainthema in den Streichern. Das erste Couplet stellt in diesem Rondo das eigenständige zweite Thema dar. Das Soloklavier übernimmt Refrain und Couplet vom Orchester. Das zweite Couplet führt in nahezu kontrapunktisch verdichteter Art und Weise nach c-Moll. Es schließt sich eine kleine Durchführung des Refrains an. Der innovative Schlussteil ist von einer doppelten Coda mit einem Taktwechsel gekennzeichnet. Die erste Coda führt überraschend zur bis hierin hinausgezögerten Wiederholung des zweiten Couplets. Der Übergang von der ersten zur zweiten Coda führt dann in die harmonische entlegene und äußerst selten verwendete Tonart des-Moll. Die zweite Coda schließt nun im 6/8-Takt an und führt den Satz zu einem freudigen und kurzen Ende.

## Stellenwert
Das 14. Klavierkonzert gehört zwar, wie die vorhergehenden Klavierkonzerte KV 413, KV 414 und KV 415, noch zu den frühen Wiener Konzerten, entfernt sich jedoch inhaltlich und formal immer weiter von dieser Schaffensphase und weist auf die zweite Gruppe Wiener Konzerte, welche mit dem 15. Klavierkonzert beginnt. So ist das 14. Klavierkonzert das letzte Werk dieser Gattung, bei dem die Bläserbegleitung ad libitum ist. Der Weg zum obligaten Accompagnement wird im folgenden Klavierkonzert KV 450 vollendet. Schon in den anderen frühen Wiener Konzerten deutete sich an, dass die Bläserbegleitung kaum noch ad libitum, sondern immer mehr obligat wird. Dieses 1784 komponierte Konzert eröffnet eine Reihe von vier Konzerten, die innerhalb eines halben Jahres verfasst wurden und eine neue Schaffensphase Mozarts einleiten.
Mozart gibt wie bei Konzerten KV 413 bis 415 an, dass das Konzert auch a quattro, also nur mit Streichquartettbegleitung aufgeführt werden könnte. Hierin unterscheidet es sich vom groß angelegten Vorgänger KV 415. Dieses Vorgehen ist jedoch für die früheren Konzerte Mozarts durchaus üblich. In diesem Konzert bricht Mozart mehr denn je mit formalen Prinzipien und verdeutlicht somit seine Erhabenheit über vorgegebene Kompositionsbedingungen. Mozart hat die künstlerische Reife erreicht, mit eingefahrenen Schemata zu brechen und die vorhandenen Formprinzipien jeweils neu zu interpretieren.